# Jadowniki
Jadowniki é uma vila no distrito administrativo de Gmina Brzesko, dentro do Condado de Brzesko, Voivodia da Pequena Polónia, no sul da Polônia.  Ela fica a aproximadamente 17 km a leste de Bochnia, 60 km a norte de Nowy Sącz , e 55 km a leste da capital regional Cracóvia.